# Samuel Coster

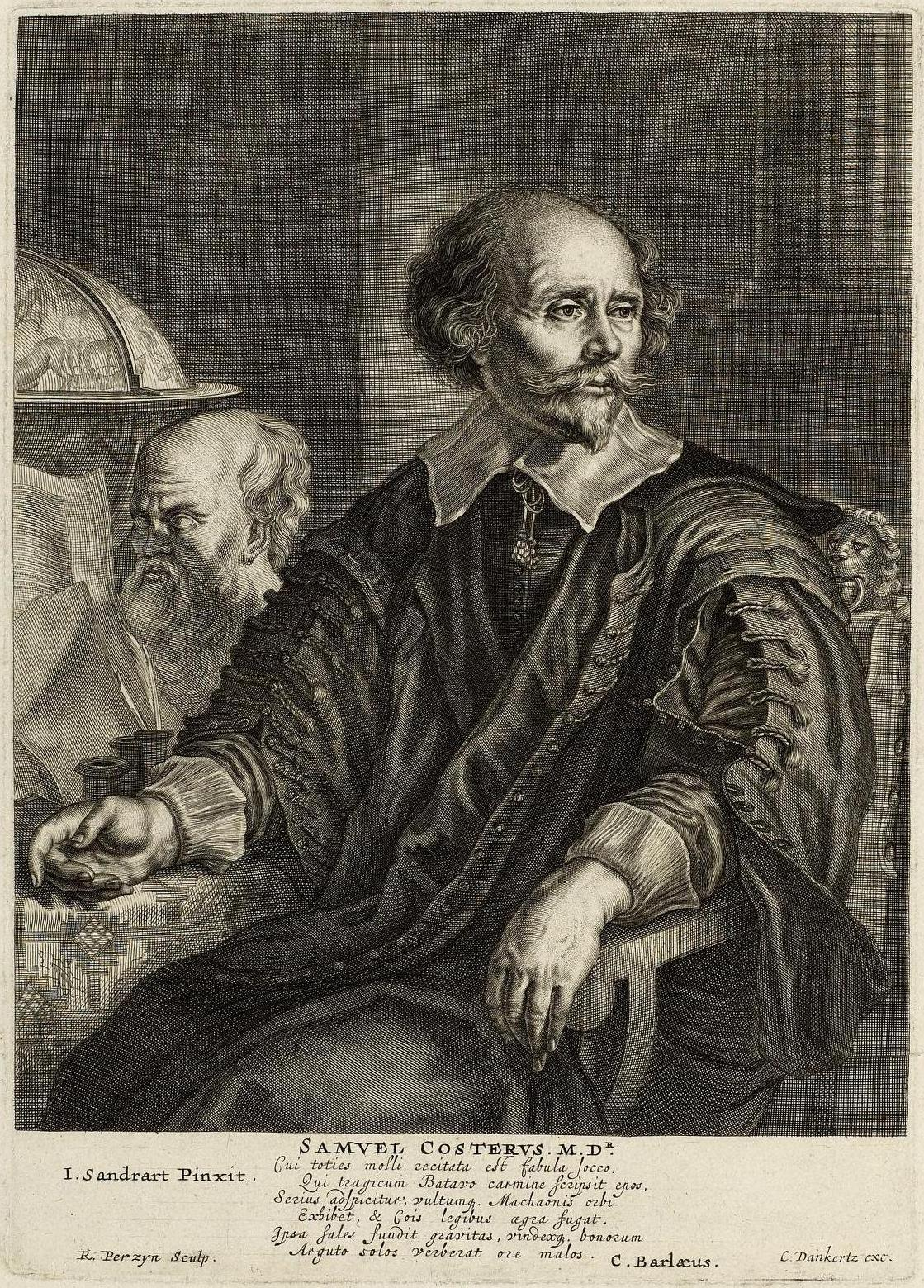
Samuel Costerus (1579-1665) gravure door Reinier van Persijn.

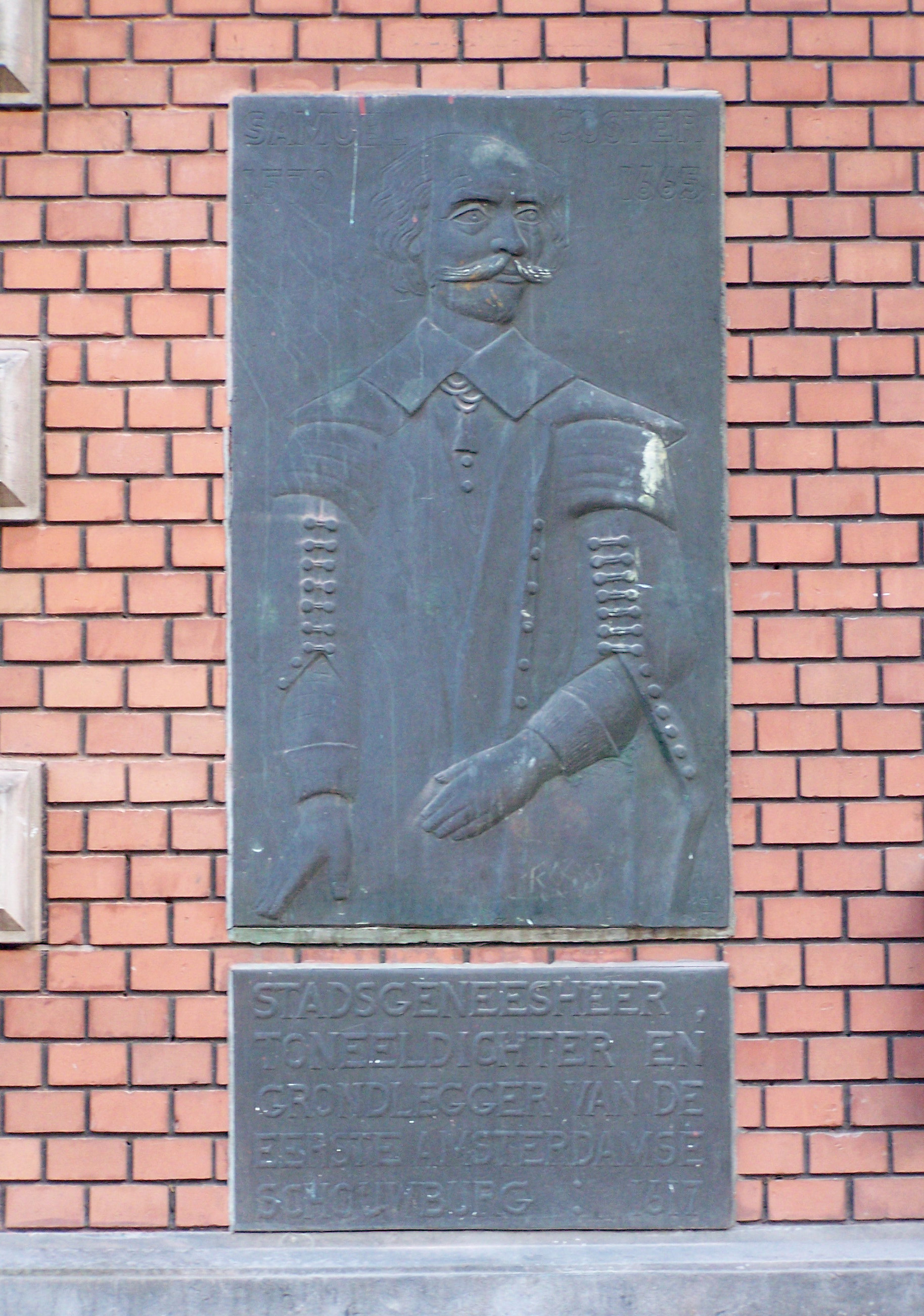
Plaquette Samuel Coster, gemaakt door Leo Braat in 1951 - geplaatst tegen de noordoostelijke zijgevel van de Stadsschouwburg aan het Leidseplein.

Samuel Coster (Amsterdam, 16 september 1579 - aldaar, 1665) was een Nederlands toneelschrijver.

## Biografie
Coster was het vijfde kind van Adriaen Lennaertz, koster en timmerman, en Aeltgen Jansd. Rond 1605 moet hij lid geweest zijn van de Amsterdamse rederijkerskamer d'Eglantier. Vermoedelijk werd hij geholpen door rijke vrienden toen hij zich in 1607 liet inschrijven bij de universiteit te Leiden. Hij begon als student in de letter, maar hij promoveerde in 1610 tot doctor in de medicijnen. Hij werd bij terugkeer in Amsterdam aangesteld als arts bij het Gasthuis.
Coster speelde gedurende tien jaar een leidende rol in het literaire leven van Amsterdam, met name in het toneel. Teeuwis de boer, een blijspel dat naar alle waarschijnlijkheid al in zijn Leidse jaren ontstond, werd in 1612 opgevoerd door d'Eglantier. In het door een volksliedje geïnspireerde spel buit Coster tal van komische motieven en figuren uit: een wulpse man gehuwd met een oude vrouw, een boer tegenover een stedeling, een pochende Westfaals pratende kale jonker, een Frans parlevinkende sluwe maar ten slotte toch bedrogen advocaat.
In 1613 verscheen van Coster, eerst anoniem maar later toch aan hem toegeschreven, het Spel van Tiisken vander Schilden. Het wordt aan hem toegeschreven op basis van stilistische gelijkenis met andere werken van hem.
Eveneens door Coster geschreven is het eerste 'klassieke' treurspel in het Nederlands: Ithys, waarschijnlijk in 1615 door d'Eglantier vertoond. Hoewel grotendeels in de stijl van de pastorale, is het een uitermate bloedig drama, ontleend aan een der wreedste episoden uit de Metamorphosen van Ovidius: het verhaal van Tereus en Procne.
Rond 1615 verslechterden de verhoudingen in d'Eglantier, oud botste op nieuw, Hollands op uitheems, domme zelfoverschatting op kritisch talent. Pogingen van Hooft tot reconstructie van de 'oude kamer' liepen op niets uit. De breuk kwam in 1617; een kleine groep begaafde leden, waarbij Hooft en Bredero, stichtte onder Costers leiding de 'Duytsche Academie'. De bedoeling was om niet alleen poëzie en toneel te beoefenen, maar bovendien wetenschappelijke voorlezingen te organiseren in het Nederlands - de universiteiten van Leiden, Franeker, Harderwijk en Groningen gaven hun colleges in die tijd in het Latijn.
In november 1617 werd een nieuw klassiek drama van Coster gespeeld: Iphigenia. Het drama hekelde in een vermomde vorm de godsdiensttwisten en de fanatieke drijverij van de calvinistische predikanten, met als gevolg dat deze predikanten zich meteen bij de burgemeester beklaagden. Dit leverde de academie het predicaat antiklerikaal op. Succesvolle opvoeringen van spelen zoals Bredero's Spaanschen Brabander en Hoofts Warenar veranderden hier niets aan.
Het overlijden van Bredero, augustus 1618, tragische politieke gebeurtenissen uit diezelfde maand, de terechtstelling van Oldenbarnevelt, mei 1619, hebben de kansen van de Academie beperkt.
Door zijn medische taak, die veel van zijn tijd in beslag nam, heeft Coster in de latere jaren weinig gepubliceerd. Wel verzorgde hij nog herdrukken van zijn eerdere werken en tevens bleef hij bevriend met de voornaamste Amsterdamse letterkundigen. De realisatie van de doelstellingen van de Academie werden in 1637 bereikt, met de oprichting van de nieuwe Schouwburg. Dit werd niet tot stand gebracht door Samuel Coster, maar een jongere generatie verwezenlijkte wat hij had gewild. Het Amsterdamse Athenaeum (1632) is wel genoemd als opvolger van de Academie, maar het Athenaeum keek vooral naar de universiteiten als voorbeeld en doceerde klassieke vakken in het Latijn aan schoolverlaters, hoewel er ook enkele malen, in het Nederlands, colleges navigatiekunde werden gegeven.

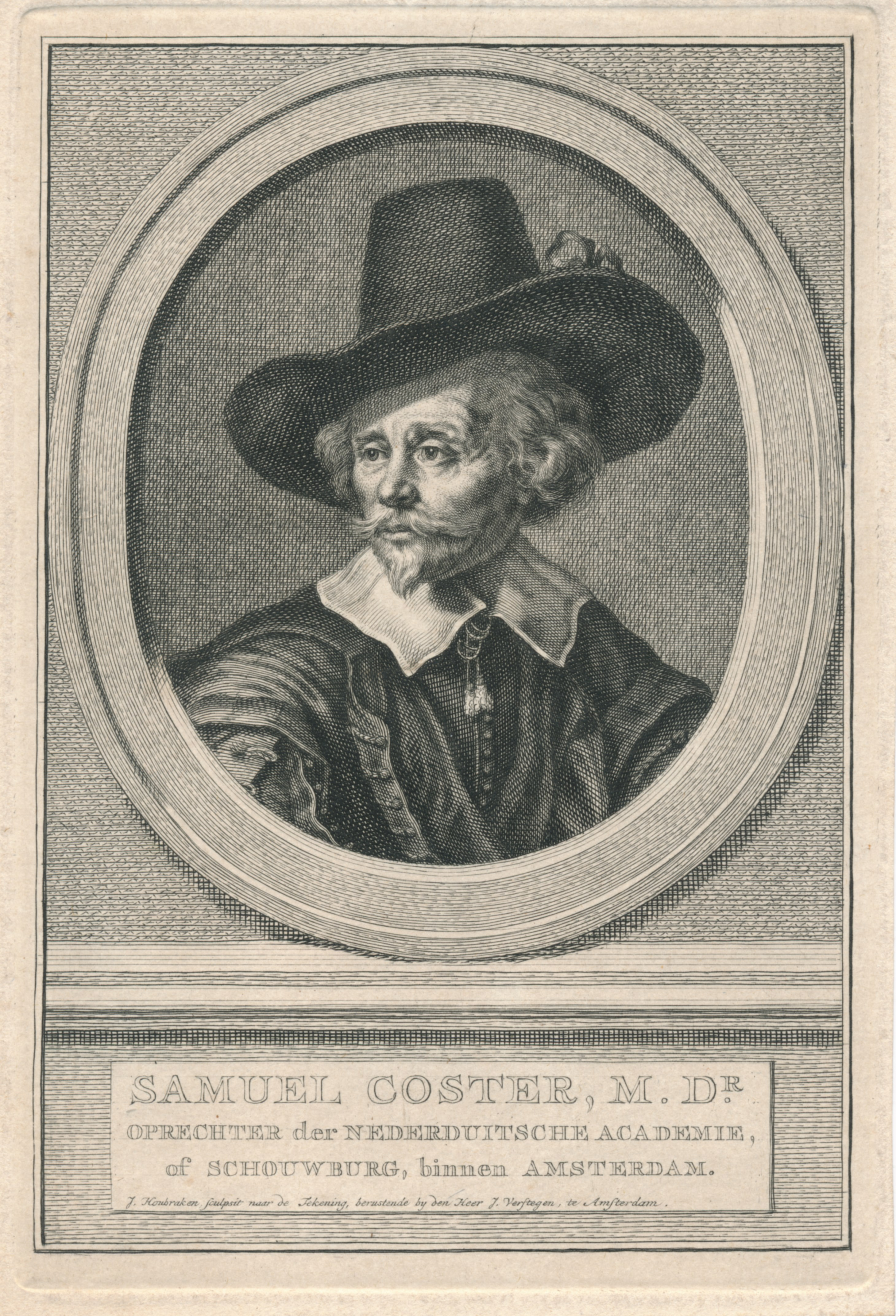
Achttiende-eeuwse gravure van Coster.
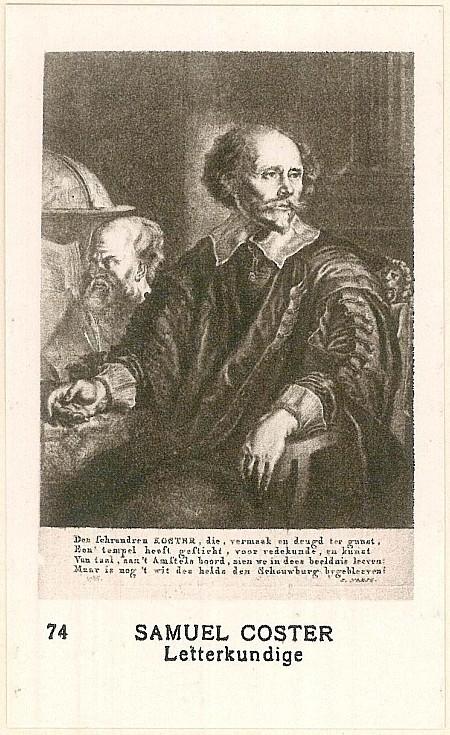
Coster in het album "Vaderlandsche Historie" (1926).

## Werken van Coster
- Boere-klucht van Teeuwis de Boer, en men Juffer van Grevelinckhuysen (1612, 1e druk 1627)
- Ithys (1615)
- Spel van de rijckeman (1615)
- Warenar (1617, samen met P.C. Hooft)
- Iphigenia (1617)
- Isabella (tekst tot vers 362 van Hooft) (1619)
- Polyxena (1619)
- Duytsche Academi (1619), gelegenheidsspel
- Ghezelschap der Goden vergaaert op de ghewenste bruyloft van Apollo (1618)
- Nederduytsche Academijs Niemant ghenoemt, niemant gheblameert (1620)

## Recente uitgaven van de werken van Coster
- R.A. Kollewijn (ed.), Samuel Costers werken (1883)
- N.C.H. Wijngaards (ed.), Boere-klucht van Teeuwis de boer (1967)
- G. van Eemeren (ed.), Polyxena (1980)